# Zwoleń
Zwoleń ist die Kreisstadt des Powiat Zwoleński der Woiwodschaft Masowien in Polen mit etwa 7700 Einwohnern. Sie ist Sitz der gleichnamigen Stadt-und-Land-Gemeinde mit 15.025 Einwohnern (Stand 31. Dezember 2020).

## Geographie

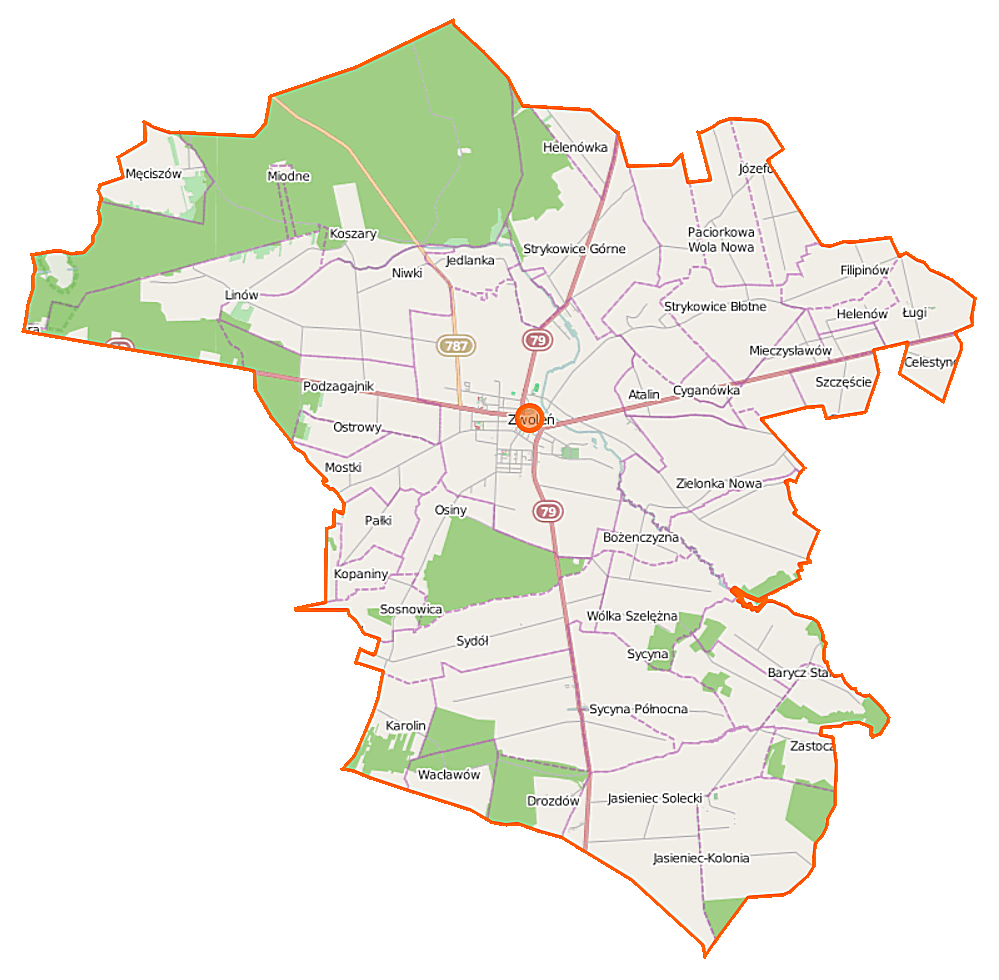
Lage der Stadt in ihrer Gemeinde

Die Stadt liegt im Süden der Woiwodschaft. Die nächsten Kreisstädte sind etwa 20 bis 25 Kilometer entfernt. Es sind Kozienice im Norden, Puławy an der Weichsel im Osten, Lipsko im Süden und die Großstadt Radom im Westen. Die Nachbarorte sind alle Dörfer der Gemeinde Zwoleń: Niwiki im Nordwesten, Jedlanka und Strykowice Górne im Norden, Strykowice Błotne im Nordosten, Atalin im Osten, Zielonka Nowa und Bożenczyzna im Südosten, Osiny und Pałki im Südwesten sowie Mostki, Ostrowy und Podzagajnik im Westen. Bis auf Bożenczyzna, Ostrowy und Pałki haben die Orte Schulzenämter (sołectwa). Die Stadt nimmt etwa zehn Prozent des Gemeindegebiets ein.
Das Umland der Stadt ist landwirtschaftlich geprägt, im Süden des Orts befindet sich ein kleineres Waldgebiet. Die 37,3 Kilometer lange Zwoleńka, früher auch Lucymia oder Stawka genannt, fließt durch den östlichen Teil des Stadtgebiets.

## Geschichte
Am Stadtrand von Zwoleń sind 1983 Spuren menschlicher Besiedlung vor 70 bis 85.000 Jahren gefunden worden. Dazu gehörten Werkzeuge aus Feuerstein und eine große Anzahl von Tierresten, insbesondere von Pferden, aber auch Mammutknochen. Sie gehören zu den ältesten Spuren menschlicher Präsenz im heutigen Polen.
Historisch gehört die Stadt zu Kleinpolen und zur Kulturregion Radomskie (auch Ziemia Radomska) im Gebiet des historischen Landes um Sandomierz an Weichsel und Pilica. Die Region wurde im 19. Jahrhundert von Oskar Kolberg beschrieben. An der Kreuzung wichtiger Handelswege, von Großpolen nach Lemberg sowie zwischen Krakau und Masowien entstand gegen Ende des 14. Jahrhunderts das Dorf Gotardowa Wola. Der Radomer Wald gehörte zu den beliebtesten Jagdgebieten des Königs Władysław II. Jagiełło. Dieser erteilte dem Dorf am 20. Februar 1425 Privilegien und gab der neuen Stadt Zwoleń Rechte nach Magdeburger Vorbild. Etwa 50 Jahre später kam die Stadt in den Herrschaftsbereich der Starostei in Radom. Im Jahr 1507 wird erstmals ein untergeordneter Stadtrats von Zwoleń erwähnt.
Die wohlhabende Stadt hatte seit 1494 eine Pfarrschule, die im nächsten Jahrhundert ein hohes Niveau erreichte. Viele Kinder konnten die Krakauer Universität besuchten. Um 1540 hatte die Stadt etwa tausend Einwohner und Schuhmacher waren die wichtigste Gruppe unter den Handwerkern. Ein Stadtbrand zerstörte 1558 die meisten Gebäude und die Holzkirche. Die neue Kirche wurde bis 1595 aus Ziegeln gebaut. Der Stadtrat fand nach einem Streit mit dem Starosten Gehör beim König. Zygmunt August schuf 1571 die Starostei Zwoleń mit den Dörfern Bartodzieje, Rawica, Sucha, Suska Wola und Tczów. Diese hatte später etwas verkleinert über 200 Jahre Bestand.
Zu Beginn des 17. Jahrhunderts blühte Zwoleń mit über 2700 Einwohnern auf. Neben den Schuhmachern gab es viele Brennereien, später kam noch das Gerberhandwerk zu Bedeutung. Durch den Eisen- und Salzhandel wurden Juden zu einer reichen und größeren Gruppe, die etwa zehn Prozent der Stadtbevölkerung umfasste. Die Adelsfamilien Kochanowski und Owadowski erweiterten die Pfarrkirche um zwei Kapellen. Die zweite Hälfte des 17. Jahrhunderts waren von Pest und Plünderungen geprägt. Nach Überfällen eigener Truppen, brannten die Schweden im Februar 1656 einen Teil der Stadt nieder. Ein Jahr später fielen Truppen aus Siebenbürgen in die Stadt ein. Ein weiteres Mal brannte sie 1659. Fast zwei Drittel der Häuser wurden bei diesen Ereignissen zerstört, die Stadt wurde danach von etwas mehr als tausend Menschen bewohnt. Das Jahr 1672 war vom Kampf um die Krone zwischen König Michał Korybut Wiśniowiecki und Jan Sobieski geprägt. Die Schweden plünderten 1702 ein weiteres Mal. Die Einwohnerzahl erreichte 1730 höchstens 850 Personen. Gegen Ende des Jahrhunderts waren es weniger als tausend Menschen, 30 Prozent von ihnen waren Juden.
Nach dem Niederschlagen des Kościuszko-Aufstands 1794 wurde Polen im folgenden Jahr ein drittes Mal geteilt. Zwoleń kam an die Monarchie der Habsburger und erhielt wegen der Nähe zu Südpreußen eine Militärgarnison. Im Jahr 1800 brach ein heftiges Feuer aus, das Rathaus und die Kirche der Heiligen Anna zerstörte. Im Juni 1809 nahm Fürst Józef Poniatowski die Stadt ein. Sechs Jahre später begann die einhundertjährige Herrschaft der Russen.
Die Einwohnerzahl überschritt kurz vor dem Novemberaufstand 2000 Menschen. Im Februar 1831 führten polnische Truppen zwei Schlachten in der Stadt. Danach brach eine Cholera-Epidemie aus. Nach dem Brand von 1834 zählte Zwoleń zehn Jahre später nur 1700 Einwohner, dank dem Handelsplatz waren es 1863 3000 Menschen. Beim Januaraufstand wurde die Stadt im Januar 1863 erstmals von Polen eingenommen. Anhänger des Aufstands wie der Pater Fryderyk Włocki wurden wegen der Sammlung von Waffen und Geld zu Zwangsarbeit verurteilt und mussten ins Exil gehen. Oberst Czachowski kam später dreimal die Stadt und rekrutierte Aufständische. Pater Józef Musielewicz, geboren in Zwoleń, war sein Kaplan. 1864 kam die Stadt letztmals polnische Hand. Danach wurden viele Menschen verhaftet und Zwoleń verlor 1869 die Stadtrechte.
Der Ort wuchs trotz allem und hatte zu Beginn des 20. Jahrhunderts 6000 Einwohner. Mehr als 40 Prozent waren Juden. Die meisten der fast 550 Häuser waren 1907 noch aus Holz. Um die Jahrhundertwende wurden die Freiwillige Feuerwehr, das Volkshaus, Theatergruppen, die Kreditgesellschaft und die Towarzystwo Spożywców „Społem“ gegründet. Das Bildungs- und Schulwesen wurde ausgebaut. Nach der Revolution von 1905 entwickelt sich die nationale Demokratie in Zwoleń. Die Jugend trat in einen langen Schulstreik und forderte Recht auf die polnische Sprache im Unterricht. – Zwoleń kam 1915 wieder unter österreichische Besatzung. Anfang 1918 organisierten die Einwohner eine große antiösterreichische Demonstration.
In der Zweiten Polnischen Republik erhielt Zwoleń 1925 die Stadtrechte zurück. Der Ort errichtete den Schlachthof, ein Kraftwerk, ein Feuerwehrhaus und die Landwirtschaftsschule. Über 30 Prozent der Häuser wurden in Ziegelbauweise erneuert. In der Zwischenkriegszeit schwächte sich der Handel allmählich ab und Gerbereien brachen während der Wirtschaftskrise zusammen.
Am 6. September 1939 die Stadt mit 9500 Einwohnern schwer bombardiert. Am 8. September folgte der nächste Luftangriff und Artilleriebeschuss. Am folgenden Tag marschierten die Deutschen in Zwoleń ein. Anfang 1941 legten die Besatzer das Ghetto Zwoleń an, in das sie auch Juden aus der Region umsiedelten und etwa 7000 Menschen zusammenfassten. Ab Juni 1942 kamen Angehörige der Intelligenz in Gefängnisse und Vernichtungslager. Viele der Anhänger der Heimatarmee wurden zur Zwangsarbeit nach Deutschland deportiert. Auf dem jüdischen Friedhof wurden über 200 Menschen aus der Gegend erschossen. Später fanden öffentliche Hinrichtungen auf dem Marktplatz statt. Im September 1942 wurde das Ghetto aufgelöst und die in das Vernichtungslager Treblinka abtransportiert. Am 19. Juni 1944 wurden 42 Menschen auf dem Markt hingerichtet, nachdem zu Anfang des Jahres 18 Zwoleń und 15 weitere Menschen in Leokadiów erschossen wurden.
Ende Sommer 1944 wurde die Stadt mit deutschen Fronteinheiten besetzt, die sich darauf vorbereiteten, die Weichsel gegen die Russen zu verteidigen. Beim Vormarsch der Roten Armee zogen sie sich in der Nacht vom 14. bis 15. Januar 1945 aus Zwoleń zurück. Die Russen begannen mit Verhaftungen, dann wurde ihre Politik von den kommunistischen Behörden fortgesetzt. Am 15. Juni 1946 kam es in der Nähe der Stadt zu einem Kampf zwischen den Russen und der Gruppe Zagończyk. Die Soldaten reagierten mit Vergeltungsmaßnahmen gegen die Bevölkerung. Durch Amnestie und Abwanderung erlosch die Aktivität der Partisanen.
Seit 1954 Sitz eines Powiats erhielt die Stadt das heutige Krankenhaus und die Starostei. Die erste Wohnsiedlung wurden gebaut. Mit der Errichtung von Denkmalen wurde 1958 und 1961 den Hinrichtungen und Jan Kochanowski gedacht. Nach den Ereignissen von Radom 1976 litt die Region unter gekürzten staatlichen Mitteln. Zur Würdigung der Ereignisse der 1980er Jahre müssen erst noch Dokumente ausgewertet werden.
Der Powiat Zwoleński wurde 1954 gegründet und 1975 wieder aufgelöst. Das Gebiet kam damals von der Woiwodschaft Kielce zur Woiwodschaft Radom. Stadt- und Landgemeinde Zwoleń wurden 1990/1991 zur Stadt-und-Land-Gemeinde zusammengelegt. Diese kam 1999 an die Woiwodschaft Masowien und zum wieder eingerichteten Powiat Zwoleński.

## Gemeinde
Zur Stadt-und-Land-Gemeinde (gmina miejsko-wiejska) Zwoleń mit 161 km² Fläche gehören die Stadt selbst und 28 Dörfer mit Schulzenämtern.

## Verkehr
Die Landesstraße DK79 durchzieht die Gemeinde und Zwoleń von Nord nach Süd. Sie führt von Warschau nach Bytom (Beuthen). In Zwoleń kreuzt sie die Landesstraße DK12 von Radom nach Puławy. Die Woiwodschaftsstraße DW787 führt von Pionki bei Radom nach Zwoleń.
Die nächste Bahnstation ist Garbatka-Letnisko an der Bahnstrecke Łuków–Radom.
Der nächste internationale Flughafen ist Warschau.

## Persönlichkeiten
Die Malerin Renata Jaworska wurde hier 1979 geboren.